# Hela livet leker
Hela livet leker är ett studioalbum av Carina Jaarneks orkester från 1994 med Carina Jaarnek som bandets sångerska. Albumet utkom både på CD och MK. Carina har själv varit med och skrivit några låtar på albumet.

## Låtar
1. Ingenting mer, ingenting mindre (B.Andersson/B.Ulveaus-S.Andersson)
2. Du önskar du hade vingar (Ann Persson-Björn Alriksson)
3. När hela livet leker (Gunnarsson-Lord)
4. Följ med vindarna (Ann Persson-Björn Alriksson)
5. Kärlekens hav (Carina Jaarnek-K.Almgren-L.Westmann)
6. Så länge vinden leker (Ann Persson-Björn Alriksson)
7. Fem i ett (Bloodshot Eye) (H.Penny-R.Hall-R.Eriksson)
8. Dröm är dröm och saga saga (G.Guarnieri-P.Preti-S.Anderson)
9. Ta en chans (Lasse Westmann)
10. Sitter här i regnet (Lasse Westmann)
11. Friifrån dej (Ann Persson-Björn Alriksson)
12. You're the One that I Want (John Farrar)
13. När du hör mitt hjärta slå (Carina Jaarnek-Cecilia V.Melen)
14. Allt som en flicka vill ha (Stephan Berg)
15. Då vaknar kärleken (Stephan Berg)
16. Det är aldrig försent (Kjell-Åke Noren-Christer Johansson)